# TWIKE

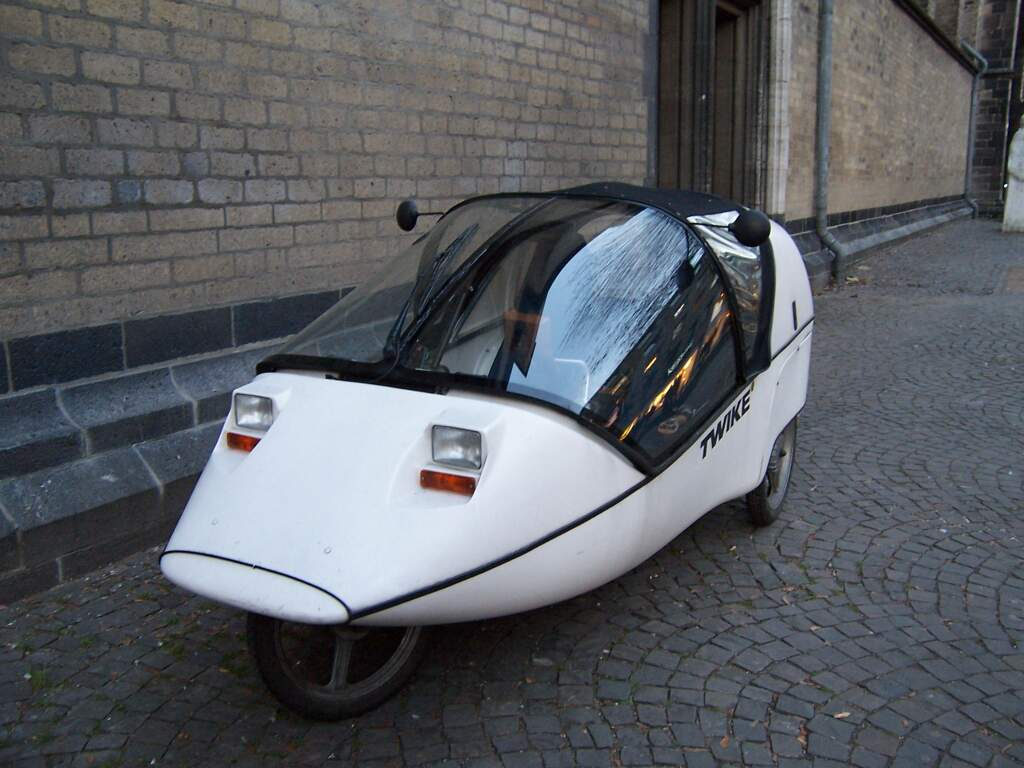
TWIKE

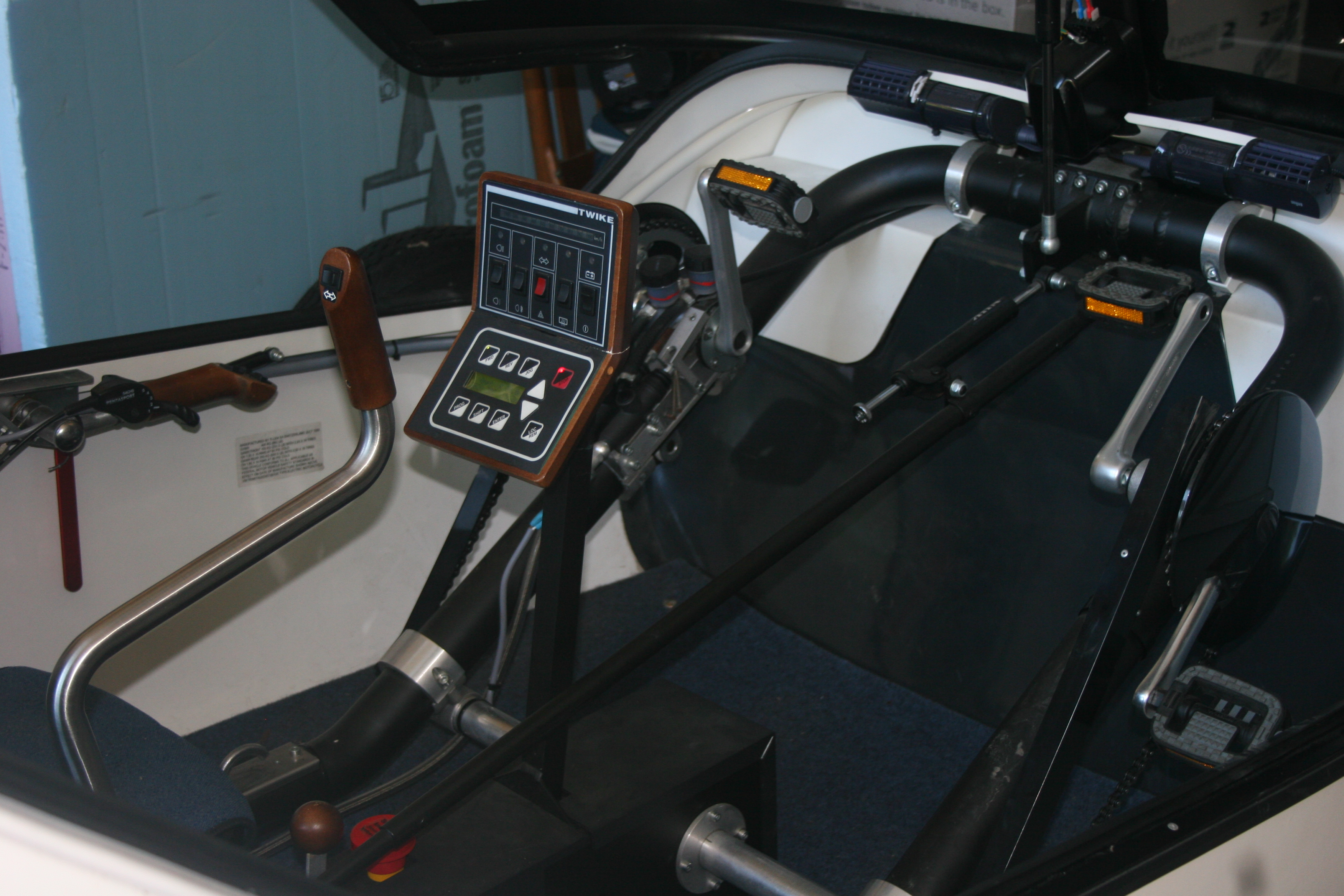
Dwuosobowa kabina TWIKE

TWIKE – trzykołowy motorower elektryczny produkowany w Niemczech przez firmę FINE Mobile GmbH.

## Historia
Prototyp kabinowego roweru poziomego TWIKE I został zbudowany w latach 1985–1986 przez grupę szwajcarskich studentów i zaprezentowany na EXPO 1986 w Vancouver. Sukces projektu na tej prestiżowej wystawie spowodował, że postanowiono rozwinąć konstrukcję i rozpocząć produkcję seryjną zmodyfikowanej i ulepszonej wersji roweru TWIKE z silnikiem elektrycznym.
W 1992 roku została powołana firma TWIKE Ltd., która rozpoczęła produkcję pierwszej serii motorowerów TWIKE II w 1995 roku. W 2002 roku licencję na wytwarzanie pojazdu TWIKE III zakupiła firma Fine Mobile GmbH, która przeniosła jego produkcję ze Szwajcarii do Niemiec.

## Charakterystyka
TWIKE jest dwuosobowym pojazdem samochodowym stanowiącym połączenie roweru z mikrosamochodem. Do jego poruszania wykorzystywana jest zamiennie siła ludzkich mięśni lub silnik elektryczny zasilany z akumulatora, który może być doładowywany w czasie jazdy przez prądnicę napędzaną za pomocą klasycznej rowerowej przekładni mechanicznej przez kierowcę i pasażera.